# Савоя-Аоста
Савоя-Аоста (на италиански: Savoia-Aosta)  е кадетски клон на Савойската династия, възникнала през 1845 г. Главата на дома носи титлата „Херцог на Савоя“ (според теорията на Аоста в савойския династичен спор) и „Херцог на Аоста“ (според викторианската теория в савойския династичен спор) и обръщението „Ваше Кралско Височество“.

## История

### Произход
Първият херцог на Аоста е Амадей I, третият син на краля на Италия Виктор Емануил II. Амадей получава тази титла при раждането си, но я изоставя, когато става крал на Испания през 1871 г. Той абдикира през 1873 г. и при завръщането си в Италия баща му го потвърждава отново като херцог на Аоста. Той се жени за първи път в Торино на 30 май 1867 г. за Мария Витория дал Поцо дела Чистерна, последната наследничка на пиемонтския род от 15 век Дал Поцо дела Чистерна. От брака се раждат трима сина:
- Емануил Филиберт Савойски-Аоста, втори херцог на Аоста (* 1869 † 1931).
- Виктор Емануил Савойски-Аоста, граф на Торино (* 1870 † 1946).
- Лудвиг Амадей Савойски-Аоста, херцог на Абруци (* 1873 † 1933).

Овдовял през 1876 г., се жени повторно през 1888 г. за племенницата си Мария Летиция Бонапарт, дъщеря на неговата сестра Мария Клотилда Савойска, от която има още един син:
- Хумберт Савойски-Аоста, граф на Салеми (* 1889 † 1918).

### Лудвиг Амадей, херцог на Абруци
С изключение на първородния му син всичките му останали деца умират безбрачни и бездетни. Сред тях изпъква Лудвиг Амадей, херцог на Абруци, който е изследовател с редица постижения:
- Два пъти околосветски мореплавател (1894-1897 и 1902-1904 г.)
- Изкачил планината Сейнт Елиас в Аляска (1897 г.)
- Участник в експедицията до Северния полюс (1899 – 1900 г.), където на 25 април 1899 г. достига максималната арктическа ширина от 86°33'49"
- Изкачил Рувензори в Кения (1906 г.)
- Участник в експедицията до К2 в Пакистан (1909 г.)
- Колониалист на Сомалия от 1918 г. до смъртта си.

### Емануил Филиберт, Амадей и Аймон
Емануил Филиберт, херцог от 1890 г., се жени на 25 юни 1895 г. в Кингстън на Темза за Елена Орлеанска (* 13 юни 1871, † 21 януари 1951), от която има:
- Амадей Савойски-Аоста (* 1898 † 1942), трети херцог на Аоста.
- Аймон Савойски-Аоста (* 1900 † 1948), херцог на Сполето, после четвърти херцог на Аоста, крал на Хърватия с името Томислав II по време на Втората световна война.

Амадей умира без синове (има две дъщери) и херцогската титла преминава към по-малкия му брат Аймон, който се жени на 1 юли 1939 г. в Санта Мария дел Фиоре, Флоренция, за гръцката принцеса Ирина, дъщеря на крал Константинос I. От този брак се ражда само един син, Амадей (* 27 септември 1943, † 1 юни 2021), пети херцог на Аоста от 1948 г.

### Съвременна епоха
Амадей Савойски-Аоста, пети херцог на Аоста, се жени за първи път на 22 юли 1964 г. в Синтра, Португалия за Клавдия Орлеанска (* 1943), дъщеря на Анри Орлеански, претендент за френския трон. Той се жени за втори път за сицилианската благородничка Силвия Патернò Вентимиля ди Спедалото от маркизите на Реджовани и графовете на Прад. От първия си брак има:
- Бианка Ирена Олга Елена Изабела Савойска-Аоста (* 2 април 1966).
- Аймон Хумберт Емануил Филиберт Лудвиг Амадей Елена Мария Флоренц Савойски-Аоста (* 13 октомври 1967), шести херцог на Аоста.
- Мафалда Йоанна Савойска-Аоста (* 20 септември 1969).

На 27 септември 2008 г. Аймон се жени за Олга Гръцка (* 1971) в Патмос в Гърция, от която има три деца:
- Хумберт Сатия Савойски-Аоста (* 7 март 2009), номиниран за принц на Пиемонт от дядо си Амадей
- Амадей Михаил Савойски-Аоста (* 24 май 2011), номиниран за херцог на Абруци от дядо си Амадей
- Изабела Вита Марина Савойска-Аоста (* 14 декември 2012), кралска принцеса на Савоя.

## Линия на унаследяване

### Херцози на Аоста
| n ° | Име              | Изображение | Раждане              | Управление        | Управление              | Смърт             |
| n ° | Име              | Изображение | Раждане              | Начало            | Край                    | Смърт             |
| --- | ---------------- | ----------- | -------------------- | ----------------- | ----------------------- | ----------------- |
| I.  | Амадей           |             | 30 май 1845 г.       | 30 май 1845 г.    | 18 януари 1890 г.       | 18 януари 1890 г. |
| II  | Емануил Филиберт |             | 13 януари 1869 г.    | 18 януари 1890 г. | 4 юли 1931 г.           | 4 юли 1931 г.     |
| III | Амадей           |             | 21 октомври 1898 г.  | 4 юли 1931 г.     | 3 март 1942 г.          | 3 март 1942 г.    |
| IV  | Аймон            |             | 9 март 1900 г.       | 3 март 1942 г.    | 29 януари 1948 г.       | 29 януари 1948 г. |
| V.  | Амадей           |             | 27 септември 1943 г. | 29 януари 1948 г. | 7 юли 2006 г.           | 1 юни 2021 г.     |
| VI  | Аймон            |             | 13 октомври 1967 г.  | 7 юли 2006 г.     | функциониращ (оспорван) | жив               |